# Instruments de Stradivarius
Pour les articles homonymes, voir Stradivarius (homonymie).
Un stradivarius est, par antonomase, un violon, un alto ou un violoncelle fabriqué dans l'atelier du luthier Antonio Stradivari dit « Stradivarius » (1644-1737). Bien qu'Antonio Stradivari ait également réalisé d'autres instruments à cordes (violes, guitares, mandolines, harpes…), ce terme est employé seulement pour les instruments de la famille du violon.
Sur le millier d'instruments fabriqués par Antonio Stradivari, 696 environ sont encore conservés dont certains dans un état exceptionnel, avec leur montage d'origine.

## Technique de lutherie

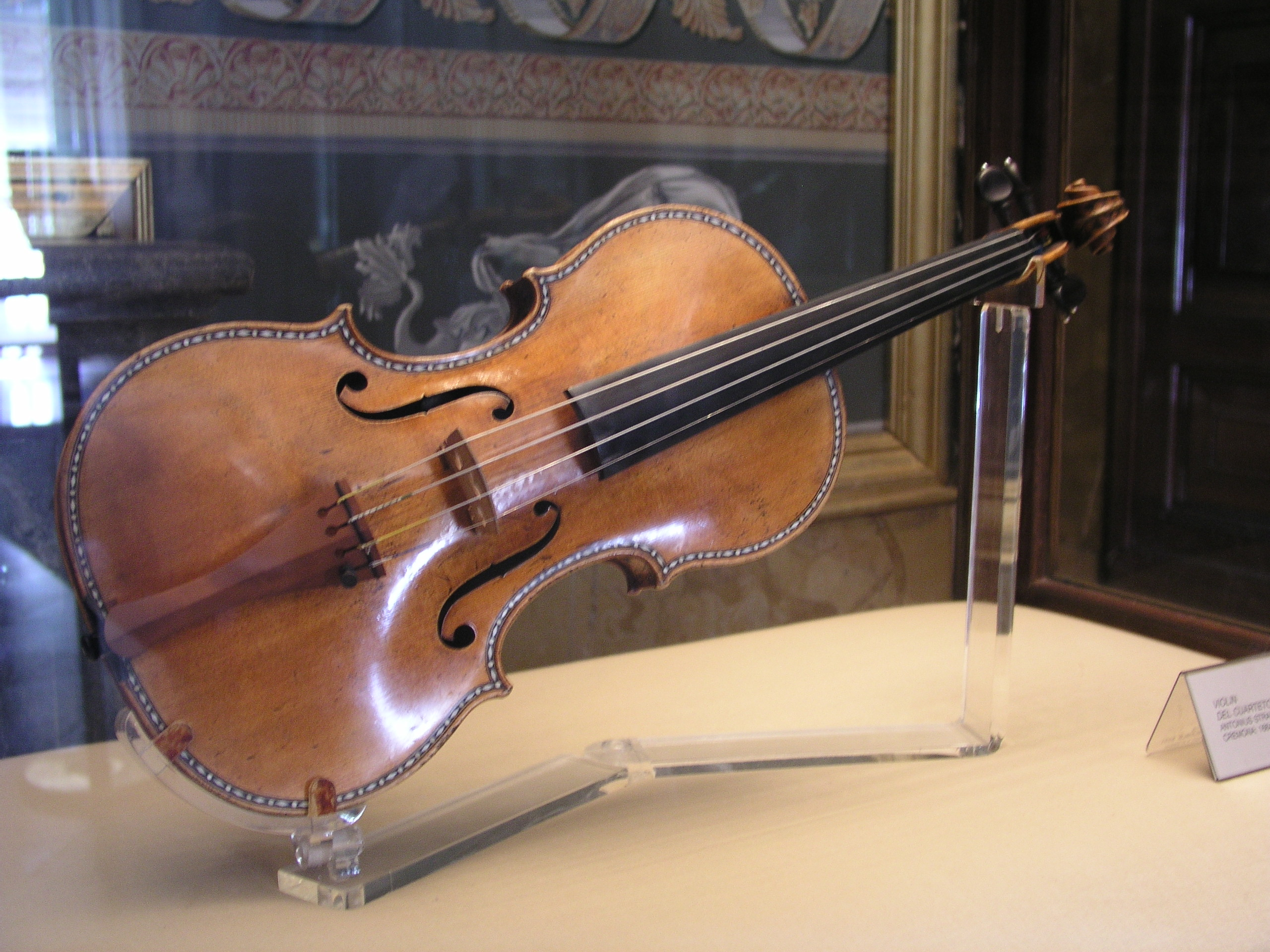
Los Decorados, « Stradivarius » exposé au palais royal de Madrid.

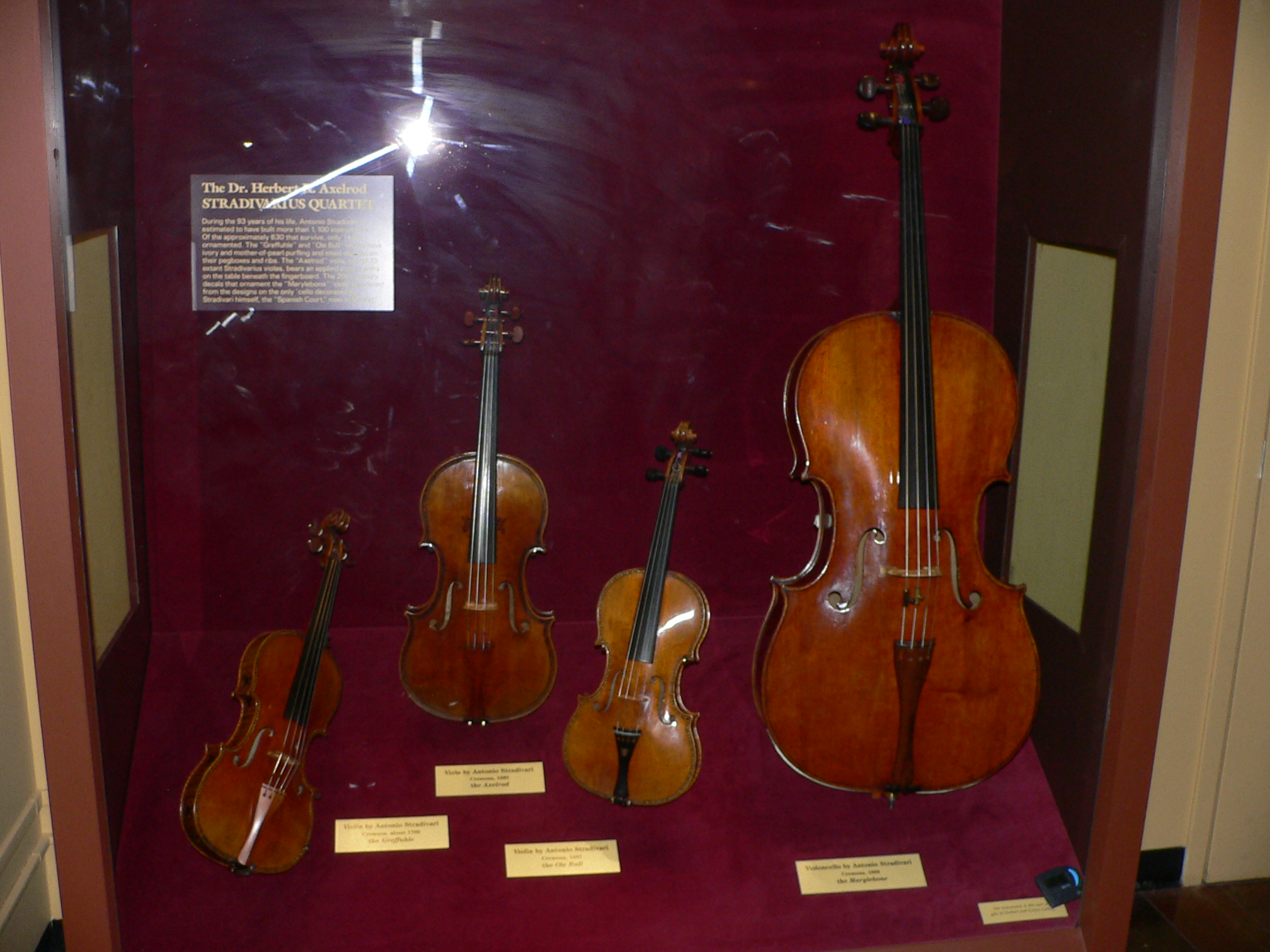
L’Axelrod quartet des instruments de Stradivarius, présenté au Smithsonian Institution Musée national d'histoire américaine. De gauche à droite : le violon Greffuhle (1709), l’alto Axelrod (1696), le violon Ole Bull (1687) et le violoncelle Marylebone (1688).

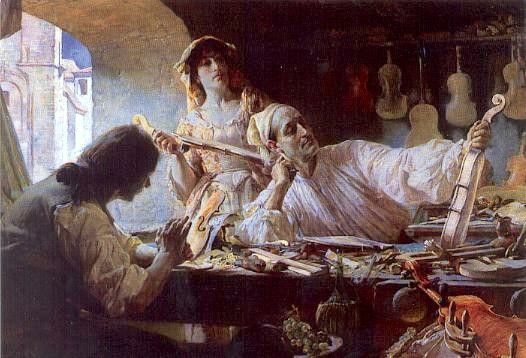
Edgar Bundy : Allégorie d’Antonio Stradivari dans son atelier (1893), 35,5x52 cm, collection privée.

### Dimensions, formes, moules
Pour construire ses instruments Antonio Stradivari utilisait des moules, comme la plupart de ses collègues. Ceux-ci faisaient office de gabarit : ils permettaient au luthier de définir un standard pour les dimensions intérieures des instruments mais également de contraindre le bois des éclisses pour lui donner la forme souhaitée.
Une étude publié en 2022par un Maître-luthier établi à Bruxelles et un journaliste scientifique met en évidence l'existence de plusieurs rapports simples dans les dimensions d'un instrument lorsque les mesures sont rapportées dans l'unité de l'époque, le braccio,,. Les chercheurs constatent qu'une longueur au centre des instruments (l'axe de symétrie de l'espace intérieur mesuré sur les moules) semble servir de base, d'autres longueurs ou largeurs étant des fractions simples (en petits nombres entiers) de cette première longueur. De plus, en exprimant ces fractions en unités dérivées du braccio, comme l'oncia, le système de mesures se réduit à de petits nombres entiers dans plusieurs cas. En croisant cette information avec des éléments historiques sur les techniques de fabrication en vigueur à l'époque et les relations professionnelles connues du luthier crémonais, il est probable que Stradivari (qui, comme ses collègues, utilisait un compas de Galilée) ait conçu les moules de ses violons en proportions rationnelles simples.
Ils soulignent que le système de proportions qu'Antonio Stradivari a employé pour ses instruments était en harmonie avec les conceptions musicales du moment, reflétant la gamme pythagoricienne, qui dominait à cette époque et qui est régie sur des rapports mathématiques rationnels : la gamme tempérée, irrationnelle, était une évolution en cours de structuration qui ne s'était pas encore imposée.
À l'image d'autres arts qui mêlent les mathématiques, la philosophie et les aspects techniques de leur discipline, Antonio Stradivari a pu construire ses instruments selon des rapports mathématiques rationnels simples. (Ces derniers sont liés à la série des harmoniques et définissent des accords présents dans la musique tonale, comme l'octave, la tierce ou la quinte.). Cette hypothèse concernant les proportions des moules de Stradivari se démarque nettement des autres hypothèses explicatives, faisant intervenir des nombres irrationnels, la section d'Or, ou des constructions plus complexes.

### Sélection des bois
Historiquement, c'est dans la forêt de Paneveggio, dans le Val di Fiemme (Trentin-Haut-Adige), qu'Antonio Stradivari venait choisir les bois précieux nécessaires à la fabrication de ses violons.

## Instruments

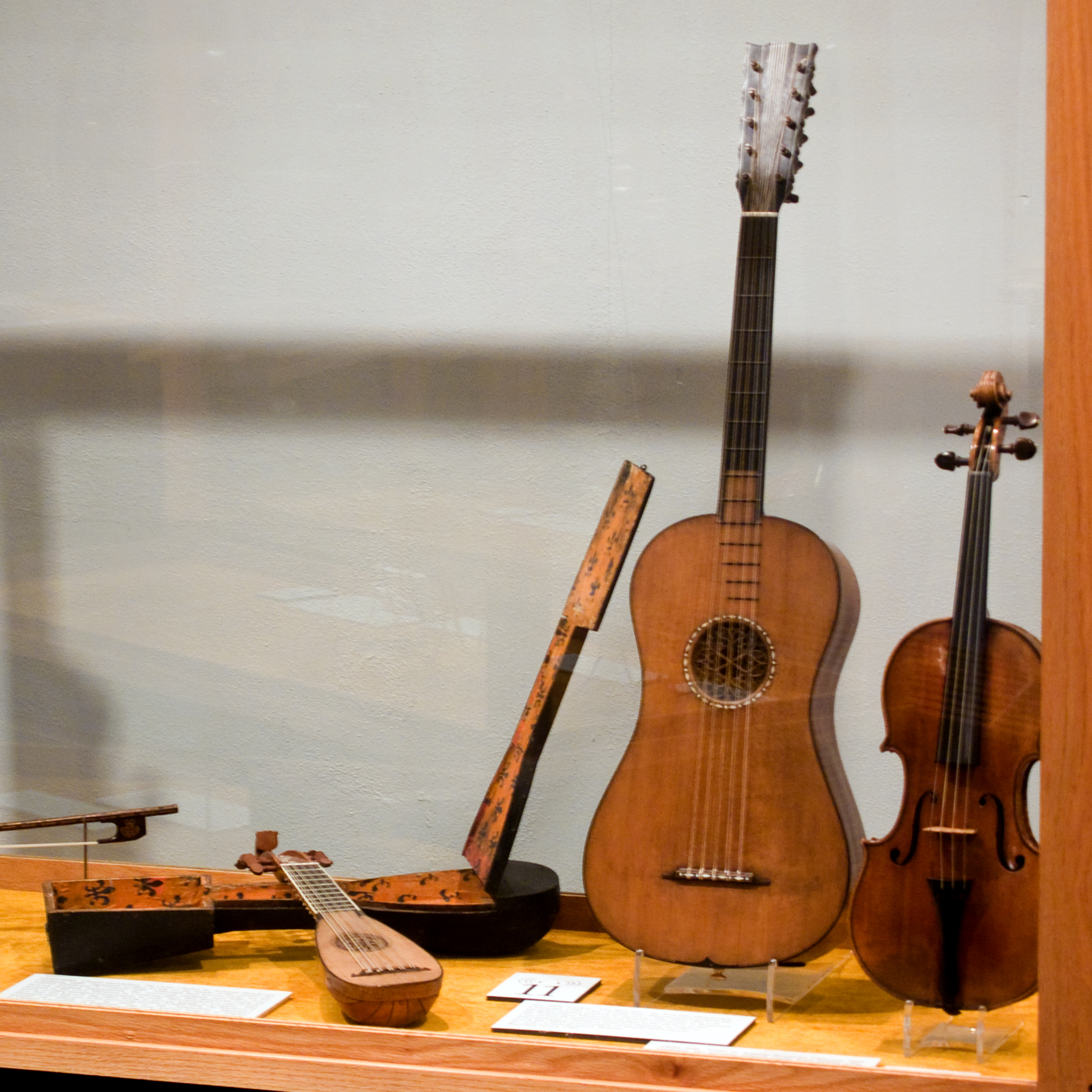
Guitare, violon, mandoline et étui Stradivarius, musée national de la Musique, Vermillion.

### Altos
Seule une dizaine d'altos authentiques attribués à Antonio Stradivari subsistent aujourd'hui. Cependant, divers documents, incluant des registres de commandes et des mentions dans sa correspondance, suggèrent qu'il en a fabriqué un nombre plus élevé durant sa carrière.
Selon les spécialistes, il est probable que le Gustav Mahler soit le premier alto Stradivarius.

## Qualité sonore

### Comparaisons entre Stradivarius et d'autres instruments
Pour vérifier si les Stradivarius offrent réellement une qualité sonore supérieure par rapport à d'autres violons, divers tests publics et études scientifiques ont été réalisés. Lors des tests publics, un musicien joue plusieurs violons en alternance lors d'un concert où l'audience, ignorant quel instrument est utilisé à chaque fois, évalue les performances à l'aveugle. Bien que les études scientifiques adoptent parfois ce modèle de comparaison, elles se distinguent par leur rigueur dans le contrôle des biais — qu'ils soient techniques, technologiques ou psychologiques — afin de garantir des résultats plus fiables.

#### Tests grand public
En 1974, la BBC organise une comparaison à l'aveugle de trois violons : le Stradivarius Chaconne (1725), un Guarnerius del Gesù de 1739 et un violon moderne du maître luthier britannique Roland Praill. Pour juger les instruments, la chaîne fait appel à trois experts : deux solistes renommés, Isaac Stern et Pinchas Zukerman, et le marchand spécialiste des violons, Charles Beare. Les trois hommes devaient identifier les instruments uniquement sur la base de leurs qualités acoustiques. Toutefois, les résultats ne sont pas concluants : ils ne parviennent pas à identifier clairement les instruments et le Stradivarius est confondu avec le violon moderne par deux des participants.
En 2009, le chercheur suisse Francis Schwarze et le luthier Michael Rhonheimer réalisent un test à l'aveugle entre un Stradivarius de 1711 et un violon moderne de leur conception pour lequel un traitement spécifique du bois à l'aide de champignons doit permettre d'améliorer les qualités sonores des instruments en les rapprochant de celles des Stradivarius,,. La moitié des 180 personnes composant le public a préféré la sonorité du violon moderne, 38 choisissant le Stradivarius. Concernant l'identification des deux instruments, 113 personnes ont confondu le Stradivarius et le violon moderne.

#### Études scientifiques
Une équipe japonaise réalise en 2006 une étude comparative de quatre violons. Les instruments sélectionnés sont un Stradivarius de 1711, un violon de 1829 d'un maître italien, un violon allemand de statut intermédiaire et un violon d'étude basique fabriqué en Roumanie. Les participants devaient visionner des enregistrements vidéos variés (avec différentes techniques et un morceau) des quatre instruments avant et après un cours sur l'acoustique des violons. Les résultats montrent que les participants tendaient à identifier correctement le Stradivarius avant le cours mais pas les trois autres instruments. Après le cours, les quatre instruments étaient généralement mal identifiés. La violoniste ayant joué des quatre instruments indique de son côté que le Stradivarius a la meilleure qualité sonore notamment à l'attaque des notes. 
Les mesures acoustiques montrent par ailleurs des différences dans la durée et la forme ondulatoire des attaques : le Stradivarius présente une attaque plus longue temporellement que les autres violons. Les chercheurs concluent de ces éléments que la réputation des Stradivarius peut-être liée au pattern acoustique plus long de ces violons à l'attaque des notes.
En 2012, une étude menée auprès de 21 musiciens professionnels testaient leurs préférences en condition aveugle. Les violonistes devaient tester différents instruments (trois violons modernes inspirés de modèles anciens de Stradivari et Guarneri del Gesù et trois Stradivarius et Guarnerius del Gesù authentiques) sans bénéficier d'indices visuels ou olfactifs. Dans un premier temps, les musiciens devaient comparer les violons deux à deux en ne pouvant jouer qu'une seule minute avec. Au total, dix comparaisons étaient demandées. Puis, dans un second temps, les violonistes disposaient de 20 minutes pour tester les six violons selon leur convenance. Ils devaient alors classer les instruments puis évaluer leurs qualités et leur origine. Les résultats obtenus montraient que lors des comparaisons, les violons modernes et anciens tendaient à être préférés de manière relativement équitable, à l'exception du Stradivarius de 1700 qui présentaient une tendance de rejet. Concernant les classifications et les évaluations, les violons modernes étaient davantage choisis et leurs scores qualitatifs étaient meilleurs que ceux des violons anciens. Par ailleurs, l'évaluation négative du Stradivarius 1700 était confirmée par les réponses des participants. Une analyse plus détaillée des résultats montre par ailleurs que les violons anciens et modernes différaient significativement sur leur jouabilité et leur capacité de réponse.
Les auteurs ont par la suite répliqué leur étude en demandant à dix solistes renommés de comparer et évaluer douze violons (dont deux Guarnerius del Gesù post 1740 et six Stradivarius) selon des conditions expérimentales proches. Les résultats montrent également une tendance des solistes à préférer les instruments modernes aux instruments anciens. Parmi les instruments anciens, les Stradivarius étaient davantage choisis (notamment un).
Une étude des mêmes auteurs publiée en 2017,, ce sont 137 auditeurs dans deux salles de concert en France et aux États-Unis qui ont écouté trois violons anciens et trois récents, joués par des violonistes aux yeux bandés. Ni les auditeurs ni les violonistes n'ont réussi à distinguer systématiquement l'âge des violons ; en revanche, sur le critère de « projection sonore », souvent cité comme un des points forts des instruments de Stradivarius, ce sont les violons récents qui ont été préférés.

### Explications et hypothèse techniques

#### Historique
Plusieurs recherches techniques et scientifiques tentent de déterminer les raisons de la supériorité des instruments conçus par Antonio Stradivari. Dès 1830, le physicien Félix Savart avait ainsi analysé les pièces de deux Stradivarius, prêtés par le luthier Jean-Baptiste Vuillaume, pour tenter d'y découvrir des secrets de conceptions. Par ailleurs, de nombreux luthiers ont copié les proportions et les dimensions des Stradivarius, sans toutefois parvenir à reproduire le son des instruments faits à Crémone.
Durant ces recherches, différentes explications ont été avancées. Certaines se concentrent sur les matériaux utilisés tandis que d'autres mettent l'accent sur les techniques utilisées, notamment celles de lutherie propres à Antonio Stradivari. Il existe trois hypothèses principales :
- les proportions, dimensions et formes de l'instrument ;
- la qualité du bois ;
- la composition chimique du vernis.

Toutefois, comme le spécialiste Jean-Philippe Échard et ses collègues l'écrivent dans une étude publiée en 2010, il ne semble pas qu'Antonio Stradivari ait employé de techniques secrètes dans son activité professionnelle. La qualité de ses instruments est probablement liée à une maîtrise de l'entièreté de l'art de la lutherie par le maître italien.

#### Les proportions, dimensions et formes des instruments: l'hypothèse mathématique
En plus d'être un excellent luthier, Stradivari était un bon mathématicien, le beau-père de sa première épouse Francesca Ferraboschi était l'architecte et mathématicien Alessandro Capra,. Il aurait à la suite de nombreux essais découvert la mesure pour créer le violon parfait. À partir des moules et dessins de Stradivari conservés au musée de Crémone numérisés grandeur nature, il a été tenté de démontrer par l'analyse de tous ces documents qui pouvaient rendre compte du travail de Stradivarius, qu'il existait une méthode unique de tracé chez le maître. Cette analyse qui tente tout d'abord de retrouver l'esprit, les principes philosophiques et les concepts géométriques connus à l'époque où le violon est apparu, démontre qu'en utilisant la géométrie issue du nombre d'or et en l'appliquant à l'analyse des moules et dessins de Stradivarius et avec sa seule méthode de tracé, on peut rendre compte de l'ensemble de son travail. Stradivari aurait alors adapté cette méthode à toute la famille du violon.

#### La qualité du bois
L'hypothèse la plus répandue est que la grande qualité de ces violons vient du savoir-faire du luthier, sans nul doute excellent, et de la bonne qualité des matières utilisées. En effet, Jean-Baptiste Vuillaume (1798-1875), célèbre luthier français, construisit des instruments très appréciés et de grande facture, utilisa du bois de l'époque de Stradivari, collecté en Suisse.

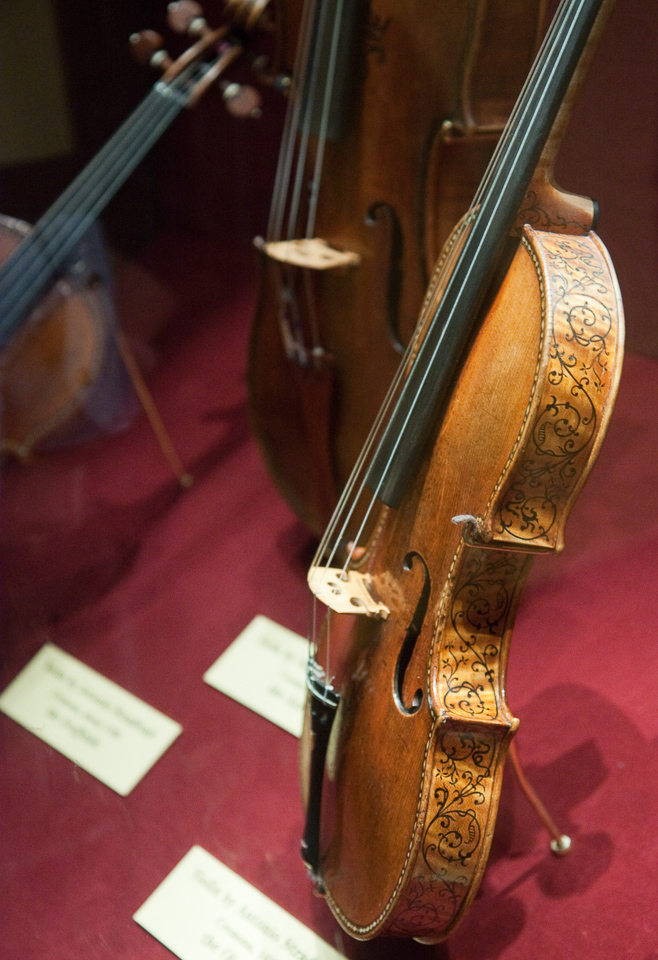
Détail du violon « Ole Bull » de 1687 (Smithsonian Institution).

Selon une hypothèse avancée par les climatologues, cette qualité pourrait trouver son origine dans le Petit âge glaciaire, une période de refroidissement du climat mondial ayant culminé entre 1570 et 1730. En ralentissant fortement la croissance des arbres, ce refroidissement a eu incidence sur la densité du bois, devenu plus dense et donc plus aptes à prolonger les résonances et donner de l'emphase aux sons.
La résonance magnétique nucléaire et la spectroscopie proche infrarouge ont montré que les molécules d'un des composants du bois, l'hémicellulose, étaient rompues. Selon Joseph Nagyvary, de l'Université A&M du Texas, ce phénomène résulterait de l'oxydation produite par un pesticide utilisé à l'époque. Les propriétés acoustiques des instruments auraient ainsi changé à l'insu du luthier. Les instruments fabriqués par Andrea Guarneri présenteraient la même particularité,,.
Cette hypothèse, comme la précédente, a toutefois ses limites : si elles étaient vérifiées, cela voudrait dire que tous les luthiers de Crémone de cette époque (environ 300) auraient fait des violons de qualité équivalente à celle de Stradivari, or ce n'était pas le cas.

### La composition chimique du vernis

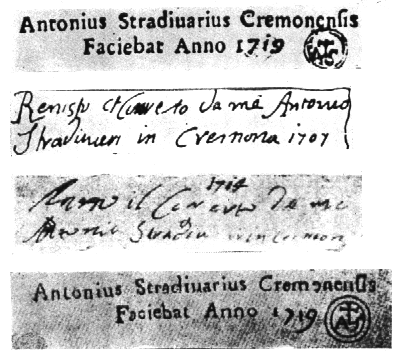
Marques de Stradivari apposées sur le fond des instruments.

En décembre 2009, une analyse poussée a démontré que le vernis, ainsi que les planches de leur conception, étaient des « vernis plutôt simple, aux composants communs et facilement disponibles. Pas d’ingrédient secret, donc »,,.

## Esthétique
D'autres travaux scientifiques ont porté sur l'esthétique des instruments, caractérisés par une couleur rouge très marquée, et sur les pratiques d'atelier ayant conduit à l'obtention d'instruments à la valeur esthétique remarquée depuis leur période de production jusqu'à nos jours.
En particulier, les travaux de Jean-Philippe Échard, conservateur à la Cité de la Musique, ont montré que le vernis de plusieurs instruments des collections du Musée de la Musique de Paris contenaient des colorants rouges de différentes natures ; le vernis des instruments était lui constitué d'ingrédients largement accessibles et connus à l'époque, sans pouvoir détecter d'ingrédient « secret » qui avait été envisagé,,.
La présentation des instruments en musée témoigne des différentes valeurs apportées à l'objet : artistique, esthétique, portant sur l'histoire culturelle, sociale et de l'artisanat, sur celle du spectacle et de l'évolution des formes de spectacles depuis le XVIIe siècle, ainsi que monétaire.

## Valeur

### Transactions
Les prix de ces instruments prestigieux ne cessent de grimper. La vente, chez Christie's, à Londres, en 1998, du Kreutzer — le nom de son interprète au XIXe siècle — a atteint la somme de 1,5 million d'euros. Maxime Vengerov en était l'acquéreur. Un autre violon, nommé The Lady Tennant, vendu aux enchères le 22 avril 2005 a battu ce record en se vendant à 2 032 000 dollars — pour une estimation de 1,2 million de dollars. En mai 2006, le Hammer de 1707 a atteint le record mondial pour une vente aux enchères, soit 3,54 millions de dollars (2,7 millions d'euros).
En juin 2011, le Lady Blunt, le stradivarius de Lady Anne Blunt, la petite fille du poète Lord Byron, est vendu à Londres pour la somme de 11 millions d'euros par la maison de vente spécialisée Tarisio,. Cette transaction du Lady Blunt bat le précédent record de vente d'un Stradivarius.
En 2014, un des dix altos qui existent encore, l'alto MacDonald de 1719, a été mis aux enchères par Sotheby's avec une estimation de départ de 45 millions de dollars, ce qui en fait l'instrument de musique le plus cher au monde. Il semble qu'il n'ait pas trouvé d'acheteur à ce prix,.

### Vols
En raison de leur valeur élevée, les Stradivarius sont des instruments convoités et parfois volés. En 2016, une vingtaine d'instruments avaient disparu à la suite de leur vol.
En 1980, le violoniste Roman Totenberg se fait dérober le violon Ames,. L'instrument est finalement retrouvé en 2015 par la veuve du voleur puis restitué à la famille du violoniste, Roman Totenberg étant décédé. En 2017, une élève de Roman Totenberg joue en concert avec le Stradivarius Ames pour la première fois depuis son vol.
En avril 1987 à Saluzzo, le soliste français Pierre Amoyal se fait voler le Stradivarius Kochanski par un criminel de la mafia locale,. En 1990, la N'Drangheta transmet une demande trois milliards de lire pour rendre l'instrument, ce que le français refuse. Après avoir collaboré avec la police italienne sur l'enquête, Pierre Amoyal retrouve finalement le Kochanski en 1991.
En 2010, la violoniste Min-Jin Kym se fait dérober un Stradivarius à la gare d'Euston,. La police britannique retrouve l'instrument trois ans plus tard dans un bon état. Les policiers expliquent notamment que la rareté des Stradivarius rend leur revente très difficile.

## Instruments réputés

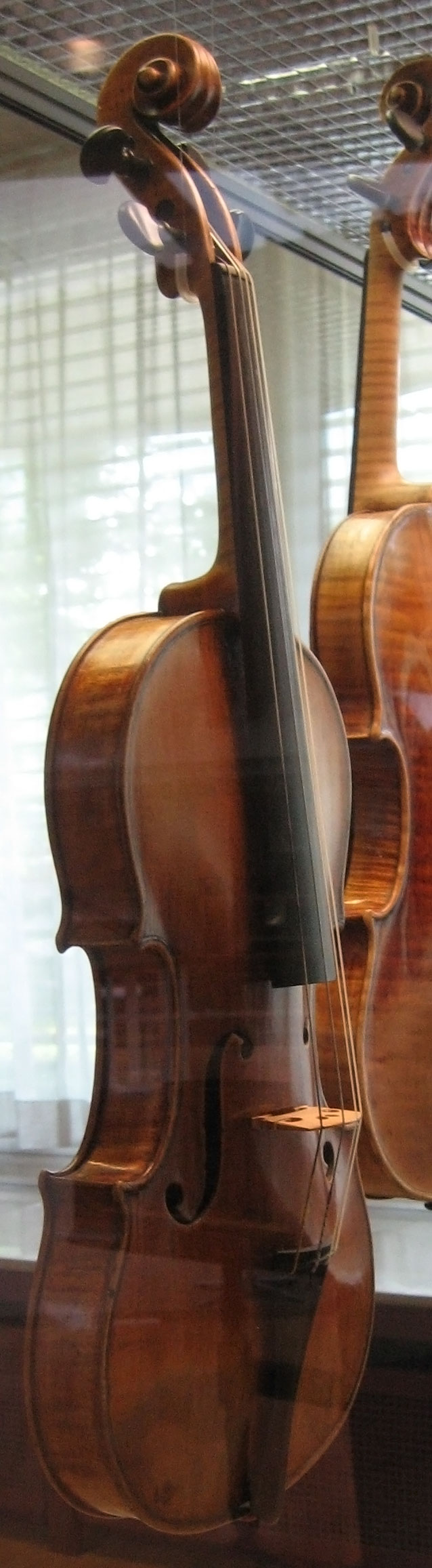
Violon de 1703, Musikinstrumentenmuseum, Berlin, par Hay Kranen.

### Violons les plus connus
- Le Jenkins, Thompson  (1667), ayant appartenu au comte Cesare Nichesola et à Tom Jenkins
- Le Molitor (1697), joué par Anne Akiko Meyers
- Le Conte de Fontana (1702), joué par David Oïstrakh
- L’Emiliani (1703), joué par Anne-Sophie Mutter
- Le Marsick (1705), joué par David Oïstrakh
- Le Hammer (1707)
- La Pucelle (1709)
- Le Viotti (1709)
- Le Vieuxtemps (1710)
- Le Lord Dunn Raven (1710), joué par Anne-Sophie Mutter
- Le Gibson (1713). joué par Joshua Bell
- Le Dolphin (1714), joué par Jascha Heifetz et propriété de la Nippon Foundation
- Le Bérou (1714), joué par David Oïstrakh
- Le Soil (1714), souvent considéré comme le meilleur instrument de Stradivari
- L'Alard (1715)
- Lex-Marsick (1715), joué par James Ehnes
- Le Des Rosiers, propriété d'Angèle Dubeau
- Le Lipinski (1715), joué notamment par Giuseppe Tartini
- Le Titan (1715), ayant appartenu à Efrem Zimbalist - également joué par Arthur Grumiaux - Cho-Liang Lin - Wolfe Wolfinsohn
- Le Messie, (1716) qui resta dans l'atelier jusqu'à la mort de Stradivari. Il fut acquis par Jean-Baptiste Vuillaume (qui en réalisa des copies), puis il le donna à son gendre, le violoniste Delphin Alard.
- Le Kochanski (1717), joué par Pierre Amoyal
- Le Rochester, (1720)
- Le Lady Blunt, (1721) joué par Jean-Baptiste Vuillaume
- Le Milanollo (1728), joué par J.S. Bach, Leclerc, Viotti, Niccolò Paganini, Yehudi Menuhin, Christian Ferras, Pierre Amoyal et Corey Cerovsek
- Le Barrere (1727), joué par Janine Jansen, puis Rosanne Philippens
- Le Royal Spanish (1730), joué par Anne Akiko Meyers
- Le Youssoupov (1736), joué par David Oïstrakh
- Le Chant du cygne (1737), joué par José White Lafitte, puis par Ivry Gitlis
- Le « Petit Mendelssohn » (1709) qui pourrait être le « Stella » avec lequel se produit le japonais Eijin Nimura (ja)[33]

### Violoncelles les plus connus
- Le Marylebone (1688)
- le « Batta » (1714)
- le « Christiani » (1700)
- le « Davidov » (1712), l'instrument de Karl Davidov, de Jacqueline du Pré, de Yo-Yo Ma.
- le « De Munck » (1730)
- le « Duport » (1711), l'instrument de Mstislav Rostropovitch de 1974 à sa mort en 2007.
- le « du Pré » (1673), ainsi surnommé par son actuel possesseur Lynn Harrell ayant précédemment appartenu à la violoncelliste britannique Jacqueline du Pré. (Il l'a un jour oublié dans un taxi).
- le « Gore-Booth » également appelé « Baron Rothschild » (1710). Il fut spolié par les Nazis en 1938.
- le « Lord Aylesford » (1696)
- le « Markevitch » (1709)
- le « Piatti » (1720)
- le « Romberg » (1728)
- le « Servais » (1701), (Adrien-François Servais, violoncelliste belge) un instrument de très grande taille, d'environ 3 cm plus grand que les violoncelles actuels.
- le « Bonamy Dobree, Suggia » (1717), Possédé par Guilhermina Suggia (1885–1950) première femme professionnelle de l'instrument[34], élève et compagne de Pablo Casals jusqu'en 1913.

## Ensembles d'instruments Stradivarius notables

### Quatuor Paganini
Le Quatuor Paganini est composé du Paganini-Desaint violon de 1680, du Paganini-Comte Cozio di Salabue, de 1727, le Paganini-Mendelssohn, alto de 1731, et le Paganini-Ladenburg, violoncelle de 1736.
Joués dès 1946 par le Quatuor Paganini jusqu'en 1966, l'ensemble a été mis ensuite à la disposition du Quatuor de Cleveland (1982–1995), du Quatuor de Tokyo (1995–2013), puis prêté aux membres du Quatuor Hagen. Depuis 2019, ils sont joués par le Quatuor Goldmund, basé à Munich dès sa création en 2009. Il est composé de Florian Schötz et Pinchas Adt (violons), Christoph Vandory (alto) et Raphael Paratore (violoncelle). Depuis 1994, les instruments appartiennent à la Nippon Music Foundation.

### Stradivarius palatins
Les Stradivarius palatins, conservés au Palacio Real de Madrid.

### Ensemble Axelrod et l'Axelrod quartet
L'Axelrod quartet est le regroupement de quatre Stradivarius : les violons Ole Bull (1687) et Greffuhle (1709), l'alto Axelrod (1696) et le violoncelle Marylebone (1688), donnés par le mécène Herbert Axelrod à la Smithsonian Institution,,. Les instruments sont régulièrement prêtés à des musiciens.
Un ensemble musical éponyme est régulièrement formé. Les musiciens jouent sur les quatre instruments réunis pour ces séries de concerts.

### Collection du Metropolitan Museum of Art
Le Metropolitan Museum of Art (MET) de New York conserve dans ses collections d'instruments de musique trois violons et un violoncelle fabriqués par Antonio Stradivari : les violons Gould (1693), Francesca (1694) et Antonius (1711) ainsi que le violoncelle Batta-Piatigorsky (1714).

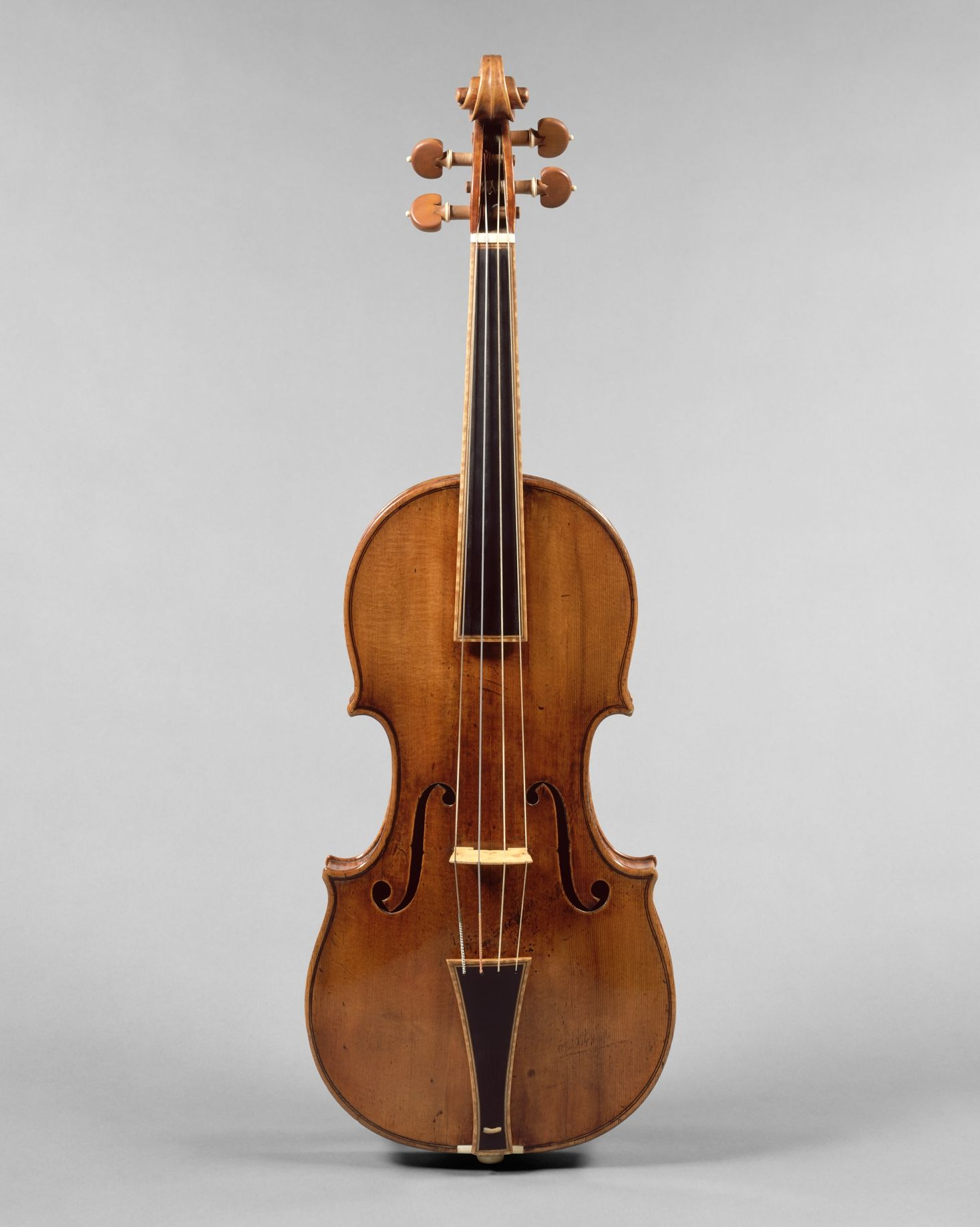
« Gould » violon (1693).
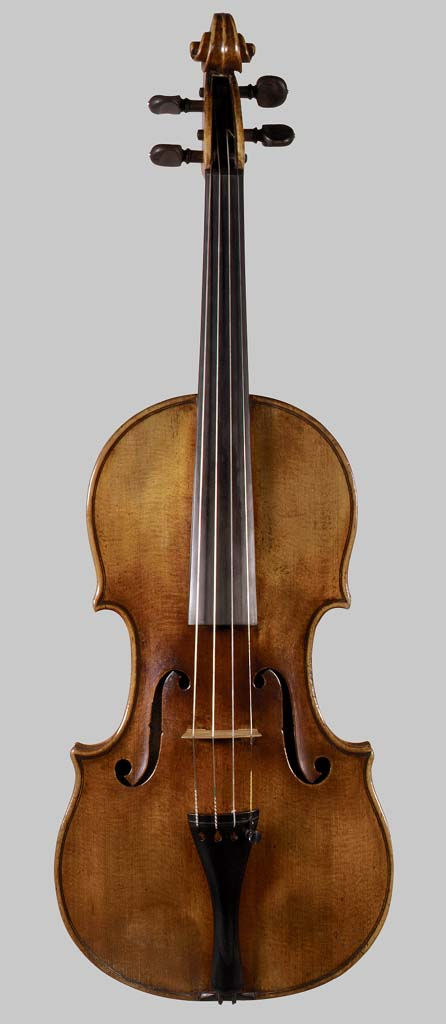
« Francesca » violon (1694).
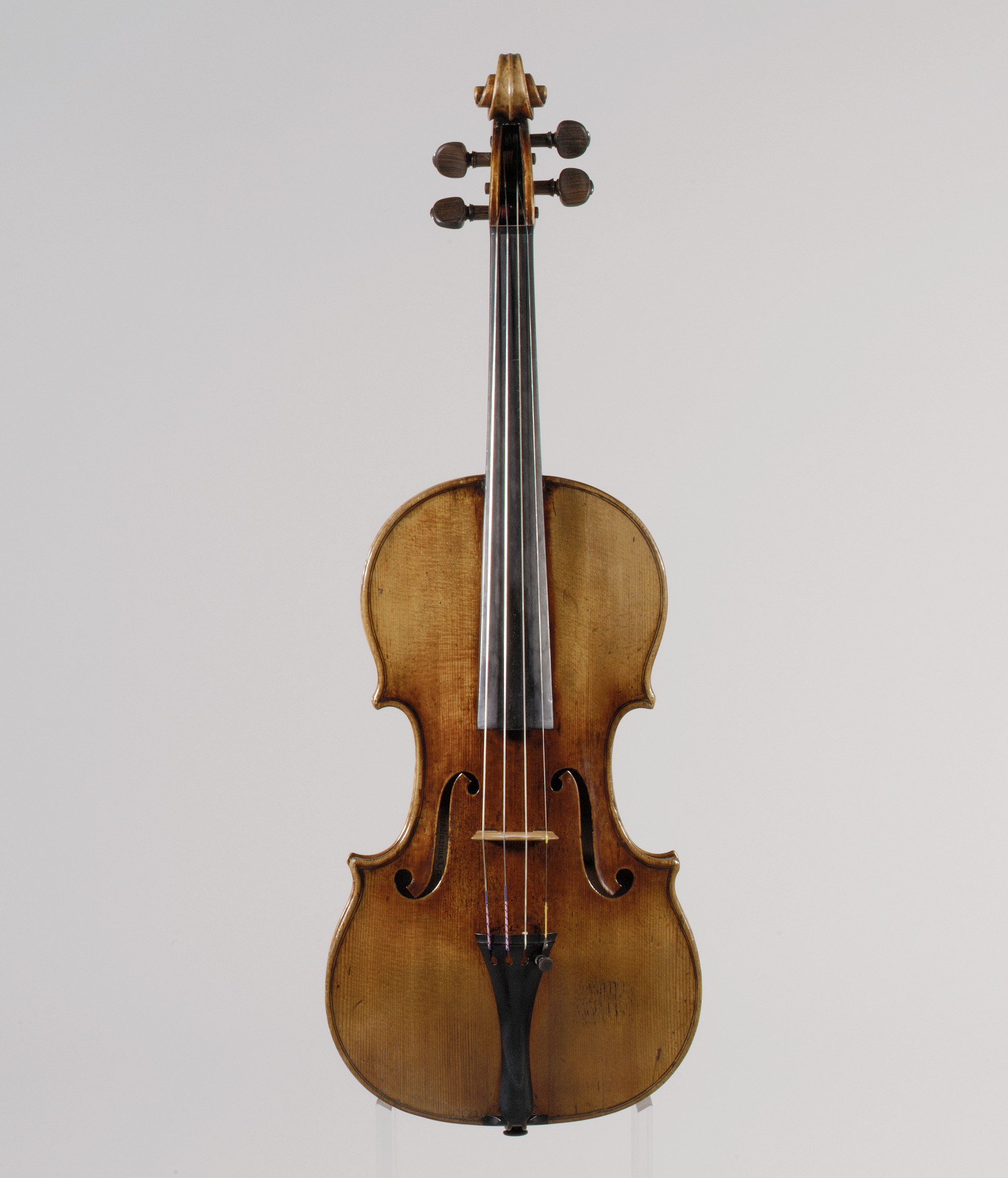
« Antonius » violon (1711).

Les Stradivarius Gould et Francesca sont deux instruments relativement similaires. Leur conception est en effet temporellement proche, tout comme leur architecture (ce sont deux modèles dits « longuets »). De plus, des analyses dendrologiques soutiennent que les bois qui les composent sont identiques dans certaines parties. Pour cette raison, plusieurs spécialistes se sont opposés à l'acquisition du Gould par l'institution muséale en 1974.
En 1975, le MET a fait réaliser d'importants travaux sur le Gould afin de le remettre dans une condition d'instrument baroque. À cette occasion, le manche de l'instrument et sa barre d'harmonie (intérieur de la caisse) ont été retravaillés tandis que les chevilles, le chevalet et l'âme (intérieur de la caisse) ont été changés. Le violon a également été monté avec des cordes en boyau.

## Imitation et copie des Stradivarius

### Traitement avec des champignons lignivores
Adhérant à l'explication de la qualité particulière du bois pour expliquer la réputation des Stradivarius, une équipe de recherche du laboratoire fédéral d'essai des matériaux et de recherche (Suisse) a mis au point un procédé de traitement du bois dont l'objectif est de rapprocher les caractéristiques de bois modernes avec celles des bois de Stradivarius,. Afin d'alléger le bois pour améliorer la transmission des vibrations, les chercheurs ont utilisé un champignon lignivore (schizophylle commun) pour réduire la paroi des cellules du bois.
Plusieurs instruments modernes, dont certains respectant les dimensions de Stradivarius reconnus, ont été traités avec ce champignon pour tenter d'améliorer leur qualité sonore,.
Un test grand public a été mené en 2009 avec un instrument moderne traité. Les résultats montraient que les participants avaient tendance à confondre un Stradivarius authentique avec le violon moderne traité. Par ailleurs, ils tendaient également à préférer le son du violon moderne traité.

## Discographie en l'honneur des Stradivarius
Un certain nombre de disques prennent pour objet un instrument de Stradivarius ou une collection.
- Salvatore Accardo, « Il Cremonese 1715 » – Omagio a Fritz Kreisler (novembre 1993, SACD Fonè 072)
- Salvatore Accardo, « Il Vesuvio 1727 » (16 novembre 2005, SACD Fonè 040)
- Oleg Kaskiv, Stradivarius (1718) ex-Deszö Szigeti/ex-Benno Walter (15-17 août 2012, Claves Records) — Eugène Ysaÿe, Bach, Ernest Bloch, Fritz Kreisler.
- Le Stradivarius « Toscan » de 1690 – Fabio Biondi, violon ; Antonio Fantinuoli, violoncelle ; Giangiacomo Pinardi, théorbe ; Paola Poncet, clavecin (janvier 2019, Glossa GCD923412)[47],[48] — Œuvres de Veracini, Corelli, Tartini, Locatelli et Vivaldi.
- Janine Jansen : 12 Stradivari (30 novembre–2 décembre 2020, Decca 485 1605) (OCLC 1269475273) — Falla, Suk, Schumann, Vieuxtemps, Tchaikovski, Ravel, Elgar, Szymanowski, Kreisler…
Les douze instruments : Captain Savill (c. 1680), Haendel (c. 1690), Vieuxtemps/Composelice (1710), Alar (1715), Shumky/Rode (1715), Titian (1715), Milstein (1716), Tyrell (1717), San Lorenzo (1718), De Chaponay (1722), Hubermann/Kreisler (1733), Kreisler/Lord Amherst (1734).

## Documentaires
- Le Mystère du Stradivarius (2005) Durée 50 min.
- Stradivarius and Me, BBC Secret Knowledge (2013) Durée 29 min. Avec la présentatrice et violoniste Clemency Burton-Hill, Jennifer Pike, violoniste et Michael Kearns, luthier. Présente, outre un Amati, les violons Stradivarius The Serdet (1666), The Viotti (1709) et le The Messiah (1716).
- Stradivarius: Mysteries Of The Supreme Violin (2014) Durée 49 min. Avec Karen Gomyo.